# Glypta applanata
Glypta applanata är en stekelart som beskrevs av Dasch 1988. Glypta applanata ingår i släktet Glypta och familjen brokparasitsteklar. Inga underarter finns listade i Catalogue of Life.